# Ankilivalo
Ankilivalo is een plaats en gemeente in Madagaskar gelegen in het district Mahabo van de regio Menabe. Er woonden bij de volkstelling in 2001 ongeveer 13.000 mensen.
In de plaats is basisonderwijs en voortgezet onderwijs voor jonge kinderen beschikbaar. 90% van de bevolking is landbouwer en 8% houdt zich bezig met veeteelt. Het belangrijkste gewas is rijst en bonen, maar er wordt ook erwten verbouwd. 2% van de bevolking is werkzaam in de dienstensector.